# مرغم (حقل نفط)
مرغم هو حقل نفط وغاز في دبي، الإمارات العربية المتحدة وأكبر حقل غاز بري في الإمارة.ويعدّ الحقل  الأكبر في إمارة دبي، إذ يزوّدها بنحو 4 ملايين متر مكعب يوميًا من الغاز الطبيعي، وذلك في مقابل الحقول البحرية التي تقدّم  نحو 2.8 مليون متر مكعب يوميًا فقط.

## نبذة
يدار الحقل من قبل هيئة دبي للتجهيزات. بلغ إنتاج المكثفات حوالي 25000 برميل يوميًا في عام 2010. تمتلك مرغم أيضًا القدرة على إنتاج النفط.
بدأ الإنتاج في مرغم في عام 1984، مع ثلاثة تشكيلات رئيسية للغاز تقع على عمق 10000 قدم تحت مستوى سطح البحر. يتصل الحقل بجبل علي عبر خط أنابيب، حيث يتم تحميل مكثف الغاز على ناقلات للتصدير.
تم تطوير مرغم في البداية كمشروع لتجريد السوائل/إعادة تدوير الغاز (تم ضخ الغاز الجاف مرة أخرى إلى الخزان)، لكنه يعمل الآن كمرفق لتخزين الغاز لدبي منذ عام 2008، مما يسمح لدبي بالاعتماد على الغاز المنتج من مرغم لتوليد الكهرباء وتحلية المياه. هذا الاستخدام، جنبًا إلى جنب مع الاستدامة مثل مجمع محمد بن راشد آل مكتوم للطاقة الشمسية التابعة لهيئة كهرباء ومياه دبي، يعني أن دبي ألغت استخدام النفط كوقود للطاقة المنزلية.
على الرغم من كونها منتجًا رئيسيًا للغاز الطبيعي المسال ولديها طموحات لتطوير أنشطتها التجارية لتصبح مركزًا عالميًا رئيسيًا للغاز الطبيعي المسال، فإن دولة الإمارات العربية المتحدة في الواقع مستورد صافٍ للغاز الطبيعي المسال.